# داريوس رايس
داريوس رايس (بالإنجليزية: Darius Rice)‏ مواليد 16 أكتوبر 1982 في جاكسون، هو لاعب كرة سلة محترف أمريكي بدأ مسيرته الاحترافية في سنة 2004. لعب في الدوري المقدوني لكرة السلة ولعب مع جيلين نورثيست تايجرز في الرابطة الصينية لكرة السلة كما لعب مع فريق النادي الأهلي في قطر. يبلغ طوله 6 قدم 10 بوصة (2.1 م).

## روابط خارجية
- داريوس رايس على موقع كرة السلة الأوروبية.كوم (الإنجليزية)
- داريوس رايس على موقع DraftExpress.com (الإنجليزية)
- داريوس رايس على موقع كلية كرة السلة في سبورتس رفرنس.كوم (الإنجليزية)
- داريوس رايس على موقع ريلجم (الإنجليزية)
- داريوس رايس على موقع بروبوليرز (الإنجليزية)
- داريوس رايس على موقع سبورتس رفرنس (الإنجليزية)